# Bitwa pod Niuzhuang
Bitwa pod Niuzhuang – starcie zbrojne, które miało miejsce 4 marca 1895 w trakcie I wojny chińsko-japońskiej.
Kontynuując marsz na północ z półwyspu Liaodong 2. Armia japońska starły się z chińskimi pod Yingkou, dążąc do połączenia się tam z 1 Armią, która równocześnie uderzyła z północnego wschodu i północnego zachodu na miasto Niuzhuang, na północny zachód od Yingkou. Miasto bronione było przez podwójną linię chińskich umocnień. Szturm japoński trwał cały dzień, a po przełamaniu obrony, przez całą noc toczyły się walki uliczne. Japończycy ponieśli poważne straty, ale zadali przeciwnikowi wielokrotnie większe. Oprócz 700 jeńców, zdobyli 21 dział polowych i górskich, ponad 2100 karabinów i 1,5 mln sztuk amunicji karabinowej.
Dwa dni później 2. Armia japońska zajęła Yingkou i ruszyła na Tianzhuangtai, gdzie ostatecznie siły obu armii się połączyły, kończąc podbój Liaodongu.